# Heterothera comitabilis
Heterothera comitabilis là một loài bướm đêm trong họ Geometridae.